# La canción de los niños
La canción de los niños es una película española de comedia musical estrenada el 15 de noviembre de 1982, escrita, producida y dirigida por Ismael González Díaz y protagonizada por en los papeles principales por Nita Cerezo, Antonio Gamero y Florinda Chico.

## Sinopsis
En la población madrileña de Villaviciosa de Odón, vive Nita con sus padres Matías y Florinda, su hermano y el perro Gandulón. Su padre es un apasionado de la música y toca la tuba en una orquesta. Debido a su entusiasmo por la música, Matías intenta que Nita se dedique a estudiar para ser una cantante de ópera, pero a ella la música que le gusta es el rock. Para que Matías se dé cuenta de lo que realmente la hace feliz decide crear con su pandilla un grupo de música, en el que su padre acabará tocando la batería.

## Reparto
- Nita Cerezo como Nita.
- Antonio Gamero como Matías.
- Florinda Chico como Florinda.
- Juan Miguel Manrique como Tito.
- Rodrigo Valdecantos como Pirracas.
- Ángel de Andrés como Andrés.
- Emilio Linder como	Profesor.
- Fernando Huesca
- Fernando Caamaño

Los siguientes miembros del reparto no eran actores profesionales, siendo esta su única aparición en una película:
- María Paz Clemente
- Paloma Campos
- Salvador Cosano
- Almudena Simal
- Olga González
- David Moreno
- Isabel González
- Montse Uriza